# Delphinus bairdii
Delphinus bairdii is een zoogdier uit de familie van de dolfijnen (Delphinidae). De wetenschappelijke naam van de soort werd voor het eerst geldig gepubliceerd door Dall in 1873.

## Voorkomen
De soort komt voor langs de kust van Californië, de westkust van Mexico, de Golf van Californië en de kusten van Chili, Ecuador en Peru.